# Philosophy: Who Needs It
Philosophy: Who Needs It (česky Filozofie: kdo ji potřebuje) je posmrtně vydaná sbírka esejí Ayn Randové z roku 1982, kterou sestavil a uvedl její dlouholetý učeň a spolupracovník Leonard Peikoff. Kniha obsahuje její klíčové úvahy o významu filozofie v každodenním životě, roli rozumu a morální volby jednotlivce. Úvodní esej, podle níž je pojmenován celý svazek, vychází z její slavné přednášky pro absolventy West Pointu. Randová v této knize hájí objektivismus jako filozofii pro život na Zemi a polemizuje s kulturními i akademickými proudy své doby, zejména se skpeticismem, behaviorismem, mysticismem a kolektivismem. Značný prostor věnuje svému největšímu filozofickému protivníkovi – Immanuelu Kantovi. Publikace je považována za její poslední filozofické poselství a shrnuje témata, která rozvíjela po celý život.

## Obsah knihy
- Úvod
- Filozofie: kdo ji potřebuje
- Filozofická detekce
- Metafyzické versus člověkem vytvořené
- Scházející pojítko
- Sobectví bez já
- Otevřený dopis Borisi Spasskému
- Víra a fyzická síla: ničitelé moderního světa
- Z první ruky
- Kant versus Sullivan
- Kauzalita versus povinnost
- Nepojmenovaný dopis
- Egalitarismus a inflace
- Stimulus a odpověď
- Etablování establishmentu
- Cenzura: lokální a
- Doktrína férovosti pro vzdělávání
- Co může člověk dělat?
- Nevzdát se toho